# 栗栖野瓦窯跡

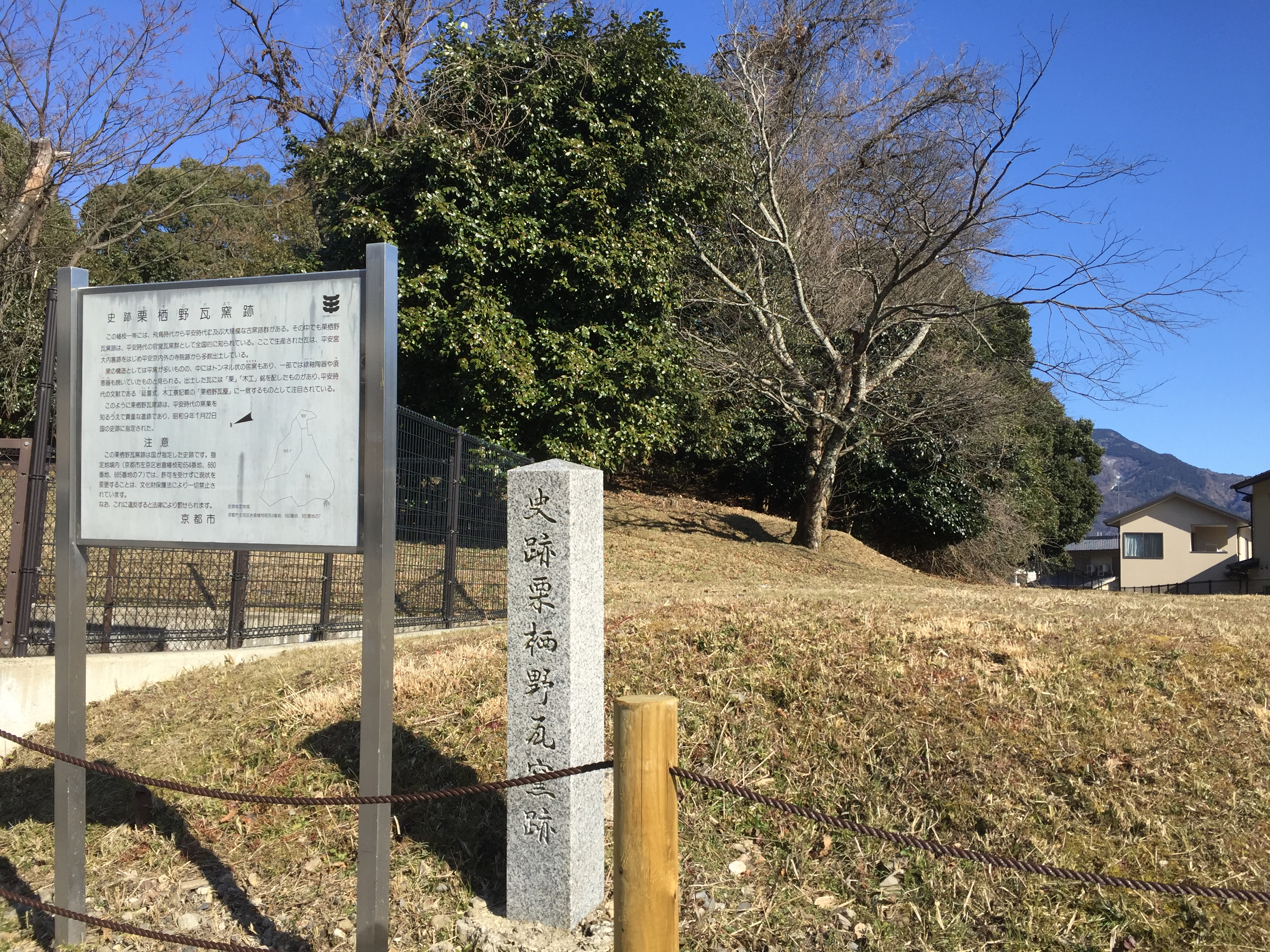
栗栖野瓦窯跡（2018年2月4日撮影）

栗栖野瓦窯跡（くるすのがようせき）は、京都市左京区岩倉幡枝町に位置する平安時代の瓦陶兼業窯の遺構。「栗」や「木工」の文字を持つ瓦の出土などにより、『延喜式』に見える「栗栖野瓦屋」に比定されている。
座標: 北緯35度3分52秒 東経135度46分23秒 / 北緯35.06444度 東経135.77306度

## 概要

### 栗栖野瓦窯跡の発見
栗栖野窯は木村捷三郎により1930年に発見され、1934年の京都府史蹟名勝地保存委員会による瓦窯２基の発掘調査を経て、国の史跡に指定された。しかし、その範囲は限られたものであり、窯は幡枝丘陵の「城山」（じやま）の南斜面一帯に築かれたが、宅地造成により、史跡指定地以外で人知れず姿を消した窯跡もある。
栗栖野瓦窯を最初に発見報告した木村捷三郎は、「栗栖野瓦屋」を分布上、福枝・西幡枝・南庄田の三地区に分けた。これらはいずれも丘陵裾の低い部分に立地しており、平地を挟んで向かい合う位置関係にある。現在、それぞれは栗栖野瓦窯跡・円通寺瓦窯跡・南ノ庄田瓦窯跡として周知の遺跡となっており、栗栖野瓦窯跡の一部は国の史跡に指定されている。栗栖野瓦窯跡は南ノ庄田瓦窯跡より北へ約200m進んだ位置にある。円通寺瓦窯跡は鞍馬街道の峠付近に位置し、南ノ庄田瓦窯跡から直線距離で約450m西方にある。栗栖野瓦窯跡が平安時代全時期を通して操業されているのに対し、南ノ庄田・円通寺瓦窯跡では主として平安時代後期の瓦が出土する。そのため、栗栖野瓦窯跡がその中核をなし、周囲の瓦窯は一時的に操業されたとみるのが一般的である。

### その後の発掘調査
1992年に行われた発掘調査では、平安時代前期の窖窯が発見され、中から釉滴が残る瓦や二彩釉の多口瓶の破片が出土した。岩倉盆地は瓦の生産地であるとともに、緑釉陶器の一大生産地でもあり、施釉技術も伝承された場所であった。平安宮大極殿の屋根を彩った緑釉瓦も、ここ栗栖野瓦窯周辺で生産されたのであった。